# Georg Schwarz (Schriftsteller, 1902)
Georg Schwarz (* 16. Juli 1902 in Nürtingen; † 20. Februar 1991 in München) war ein deutscher Schriftsteller, der als Lyriker und Erzähler bekannt wurde, aber auch einige Hörspiele schrieb und als Herausgeber von Klassiker-Ausgaben arbeitete.

## Leben und Werk

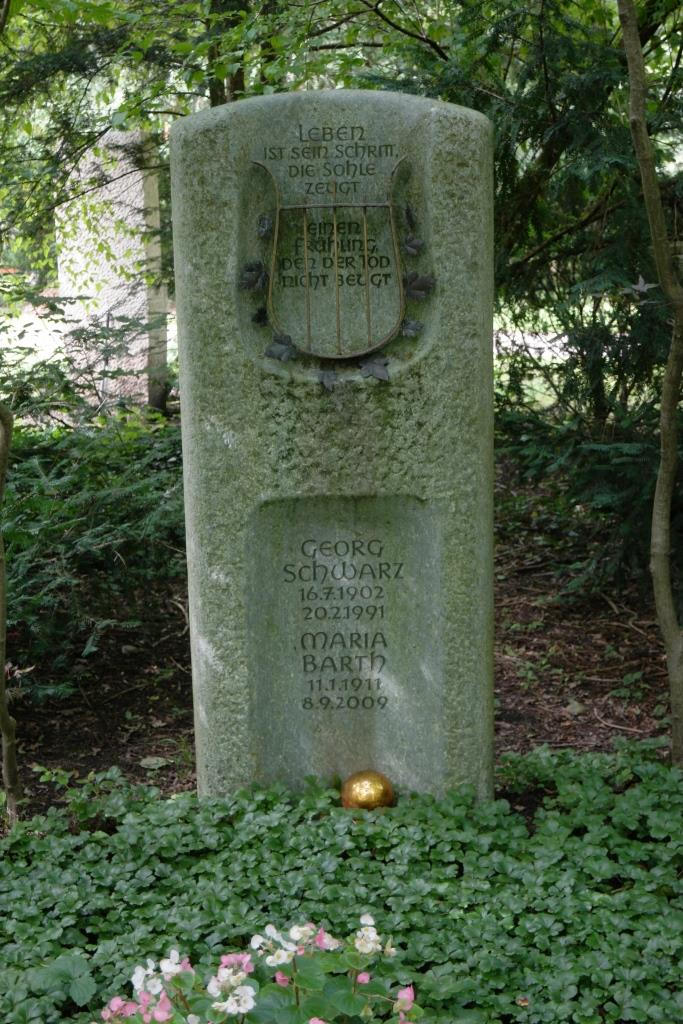
Grab von Georg Schwarz auf dem Waldfriedhof in München-Solln

Schwarz wurde als Sohn eines Zahnarztes geboren, der später ein Industrieunternehmen gründete. Er besuchte die Oberrealschule in Pforzheim und studierte in Heidelberg einige Semester Philosophie. Nach dem Abbruch des Studiums arbeitete er als Buchhändler und Antiquar, bevor er auf mehrere Reisen im Mittelmeerraum ging, sich mit den Literatur- und Musiktraditionen der Region befasste und ein Interesse für Archäologie entwickelte.
1928 gewann Dr. Owlglass ihn als Mitarbeiter der Zeitschrift Simplicissimus, weshalb Schwarz nach München umzog. Er schrieb für das Blatt und verfasste Gedichte. Sein erstes Buch erschien 1929 unter dem Titel Totentanz mit Lyrik zur gleichnamigen Bildserie von Hans Holbein dem Jüngeren. Weitere Gedichtbände erschienen 1934 und 1935. In den Jahren 1937 und 1938 veröffentlichte Schwarz die Romane Jörg Ratgeb und Pfeffer von Stetten, sowie 1940 eine Sammlung von Novellen unter dem Titel Tage und Stunden aus dem Leben eines leutseligen, gottfröhlichen Menschenfreundes, der Johann Friedrich Flattich hieß. Es folgten zwei Erzählungen: Seltsame Gäste 1942 und Die Heimkehr des Melchior Hoffmann 1944. Zum Ende des Zweiten Weltkriegs wurde der wegen seiner Mitarbeit am Simplicissimus als unzuverlässig geltende Schwarz in eine Straf- und Arbeitskompanie eingezogen.
Nach dem Krieg gab Schwarz 1946 eine Sammlung von Essays über Persönlichkeiten aus seiner Heimat Schwaben unter dem Titel Die ewige Spur. Dichterprofile eines deutschen Stammes (Schwaben von Walafried Strabo bis Eduard Mörike) heraus. Es folgten bis 1972 eine Vielzahl von Veröffentlichungen aus Lyrik und Prosa, teilweise unter Verwendung von klassischen Illustrationen. 1952/53 schrieb Schwarz vier Hörspiele. Außerdem gab er Werke von Ludwig Uhland, Eduard Mörike, Wilhelm Busch, Wilhelm Waiblinger und anderen heraus.
Schwarz war verheiratet und hatte einen Sohn.

## Hörspiele
Autor:
- 1952: Sintelmann kommt – Komposition: Mark Lothar; Regie: Hermann Wenninger (BR – 57'57 Minuten)
- 1955: Merlin ist überall – Komposition: Robert Rehan; Regie: Helmut Brennicke (BR – 62'40 Minuten)
- 1957: Der weiße Adler – Komposition: Raimund Rosenberger; Regie: Heinz-Günter Stamm (BR – 72'55 Minuten)
- 1963: Die Reise zum Publikum – Regie: Otto Düben (SDR – 49'35 Minuten)

Bearbeitung (Wort):
- 1953: Eduard Mörike: Tochter der Wildnis (Vorlage: Maler Nolten (Roman)) – Komposition: Hugo Herrmann; Regie: Helmut Brennicke (BR – 64'10 Minuten)

## Auszeichnungen
- 1948 Lyrikerpreis des Südverlages
- 1949 Kunstpreis der Stadt München
- 1965 Tukan-Preis der Stadt München
- 1968 Preis für Lyrik der Stiftung zur Förderung des Schrifttums